# Narcisse (affranchi)
Pour les articles homonymes, voir Narcisse.
Tiberius Claudius Narcissus ou Narcisse (Ier siècle) est un affranchi placé à la tête de la fonction publique par l'empereur romain Claude. Il est décrit comme praepositus ab epistulis (responsable de la correspondance). Homme de confiance de l'empereur, il amasse d'immenses richesses, et, grâce à elles, fait bâtir une villa à Stabiae, où l'on peut admirer de superbes peintures murales.

## Messaline
On dit qu'il conspire avec Messaline, troisième épouse de Claude, pour faire exécuter plusieurs adversaires. Cependant, les sources admettent que Narcisse, ancien esclave de Claude, est toujours resté fidèle à l'empereur, et ainsi se voit confier plus de responsabilités que les autres affranchis. En 43, pendant les préparatifs de la conquête romaine de la Grande-Bretagne, il fait face à l'agitation militaire en s'adressant aux troupes. Voyant un ancien esclave en position de commandement, les soldats crient « Io Saturnalia ! » (les Saturnales étant des jours de fêtes pendant lesquelles les esclaves prenaient la place des maîtres pour un jour), et la révolte s'interrompt. C'est grâce à son influence que le futur empereur Vespasien est nommé légat de la légion Legio II Augusta en Germanie.
Quand Messaline — déjà épouse légitime de Claude — épouse, réellement ou en simulacre, son amant Caius Silius en 48, Narcisse s'arrange pour rapporter l'événement à l'empereur. Devant les hésitations de ce dernier, il donne lui-même l'ordre d'exécuter l'amant. Cependant, Narcisse redoute la rancune du fils de Messaline, Britannicus.

## Agrippine la Jeune
Quand le temps est venu pour l'empereur de se remarier, Narcisse suggère à Claude de reprendre son ex-épouse, Ælia Pætina. Selon Anthony Barrett, l'intention de Narcisse est d'entraîner Claude à choisir Faustus Cornelius Sulla Felix — mari de Claudia Antonia, la fille que l'empereur a eue avec Ælia — comme son successeur, plutôt que Britannicus qui lui est hostile. Cet arrangement aurait également donné à Claude un héritier adulte, ce qui aurait renforcé sa position. Cependant, quand Claude choisit sa nièce Agrippine la Jeune afin de consolider la famille des Julio-Claudiens, puis Néron pour remplir provisoirement le rôle d'héritier, Narcisse s'allie avec l'entourage de Britannicus, afin d'assurer son avenir.
Claude fait toujours confiance à Narcisse, et le fait nommer préteur. Tandis que l'affranchi est chargé de surveiller la construction d'un canal pour évacuer le lac Fucin, la nouvelle épouse de Claude, Agrippine, l'accuse de détourner les fonds du projet, probablement pour se venger de son appui à Britannicus. Selon Tacite, Narcisse espère discréditer Agrippine en révélant sa liaison avec l'affranchi Pallas, qui, par la même occasion, aurait compromis son fils. Narcisse a probablement parlé à Britannicus en public de ses plans, et reste ferme sur ses intentions. Suétone et Dion Cassius rapportent, qu'après le rapprochement de Britannicus et de son père — mais pas de Narcisse — ceux-ci projètent ouvertement d'abattre Agrippine, laquelle, de toute façon, se méfie de Narcisse.
En octobre 54, Agrippine encourage Narcisse à aller en Campanie profiter des bains chauds pour y soulager sa goutte. En réalité, cet éloignement permet à l'impératrice d'empêcher l'affranchi d'être un obstacle à l'assassinat de Claude et à l'accession de Néron au pouvoir.

## Fin de règne
Narcisse retourne à Rome aussitôt après l'annonce de la mort de son protecteur. Mais ses heures sont comptées. En effet, Agrippine ordonne son exécution dans les semaines qui suivent. Avant son emprisonnement et son décès, Narcisse a le temps de brûler toutes les lettres de Claude, pour empêcher Néron d'utiliser leur contenu.